# Björn Andersson (Fußballspieler, 1982)
Björn Andersson (* 13. Februar 1982) ist ein ehemaliger schwedischer Fußballspieler. Der Mittelfeldspieler, der in Schweden und Norwegen jeweils in der höchsten Spielklasse antrat, debütierte 2008 für GAIS Göteborg in der Allsvenskan.

## Werdegang

### Karrierestart in Schweden
Andersson begann mit dem Fußballspielen bei Fåglums IF, ehe der seinerzeit als Abwehrspieler eingesetzte zum Trollhättans FK in die Jugend wechselte. Nach der Fusion des Klubs mit Trollhättans IF zum FC Trollhättan spielte er für diesen in der drittklassigen Division 2 Västra Götaland. 2005 erreichte er mit dem Klub die Vizemeisterschaft hinter Qviding FIF, der in die Superettan aufstieg. Dabei machte er sich für den Konkurrenten interessant, der ihn für die zweite Liga verpflichtete. Dort kam er in 17 Saisonspielen zum Einsatz, konnte jedoch den direkten Wiederabstieg des Klubs nicht verhindern.
Nach Ende der Spielzeit vermeldete der Allsvenskan-Klub GAIS die Verpflichtung Anderssons. Beim Göteborger Klub unterschrieb er einen bis 2010 gültigen Kontrakt und erhielt die Rückennummer „22“. Am Anfang der Spielzeit 2008 kam er als Abwehrspieler zum Einsatz, verlor jedoch alsbald seinen Stammplatz. Nachdem er in der Mitte der Spielzeit als Einwechselspieler in der Offensive zum Einsatz gekommen war, etablierte er sich gegen Ende der Spielzeit als Stammkraft im Angriff des Klubs.
Ab November plagte Andersson eine Leistenverletzung, die er zunächst ohne operativen Angriff kurieren wollte. Im Januar musste er sich letztlich doch einer Operation unterziehen. Daher musste Trainer Alexander Axén zu Beginn der Spielzeit 2009 auf ihn verzichten. Ende Mai kehrte er auf den Fußballplatz zurück, kam jedoch bis zum Saisonende nicht über die Rolle des Einwechselspielers hinaus. In der Spielzeit 2010 wieder Stammkraft, weckte er das Interesse ausländischer Fußballklubs.

### Wechsel ins Ausland
Anfang Januar 2011 unterschrieb Andersson beim norwegischen Verein Viking Stavanger einen bis Ende 2012 gültigen Vertrag. Unter Trainer Åge Hareide blieb ihm bei seinem neuen Klub lediglich die Rolle des Ersatzmannes. Zwar kam er in der Spielzeit 2011 zu insgesamt 19 Einsätzen in der Meisterschaft, allerdings stand er nur bei der 0:4-Niederlage gegen IK Start am 4., dem 2:1-Erfolg über Tromsø IL am 19. und beim 0:0-Remis beim späteren Meister Molde FK am 24. Spieltag in der Startformation. Sein zweites Spiel in der Anfangself hatte er mit seinem einzigen Tor in seiner Debütsaison, dem Treffer zur zwischenzeitlichen 1:0-Führung, gekrönt. Auch in der folgenden Spielzeit kam er nicht über die Rolle des Ergänzungsspielers hinaus, selbst nachdem sein Landsmann Kjell Jonevret im Sommer 2012 das Traineramt von Hareide übernommen hatte, gehörte er nur kurzzeitig zur Startformation.

### Rückkehr nach Schweden
Zwei Jahre nach seinem Wechsel nach Norwegen kehrte Andersson zu GAIS zurück, der Erstliga-Absteiger vermeldete Mitte Dezember eine Einigung trotz der ökonomischen Probleme des Klubs. In der Superettan war der Verteidiger eine der Stammkräfte unter Thomas Askebrand, der Interimslösung Kjell Pettersson sowie Nachfolger Per-Ola Ljung, als sich die Mannschaft im mittleren Tabellenbereich etablierte. Ende 2015 verlängerte er seinen auslaufenden Vertrag um eine weitere Spielzeit. Unter Trainer Benjamin Westman kam er anschließend zu 13 Einsätzen in der Zweitligaspielzeit 2016, ehe er am Saisonende seine aktive Laufbahn beendete.